# 213 (band)
213 of 2-1-3 was een Amerikaanse band uit de jaren 1991-2011. Het was de naam voor de gelegenheidsformatie van de artiesten Nate Dogg, Snoop Dogg en Warren G. Voorheen maakte de rapper Lil' ½ Dead ook deel van de bezetting. Omdat de zanger van de band, Nate Dogg, in het voorjaar van 2011 overleed, zijn sommigen van mening dat de band met zijn wegvallen ophield te bestaan, hoewel de band nooit formeel is opgeheven.

## Biografie
Eind jaren '80 vormde Nate Dogg, samen met jeugdvrienden Snoop Dogg en Warren G de rapformatie 2-1-3 (vernoemd naar het netnummer van Long Beach in Californië). Warren G introduceerde de 213-demotapes aan zijn stiefbroer Dr. Dre. Deze was onder de indruk en bood Snoop Dogg en Nate Dogg een contract aan bij Death Row Records. De leden zijn nooit formeel uit elkaar gegaan, maar begonnen ieder te werken aan een eigen solocarrière.
Ieder lid heeft soloalbums uitgebracht (variërend in succes). Snoop Dogg scoorde als solo-artiest de meeste successen met hitnoteringen in de top 10 van de hitlijsten in meerdere landen en werd een onmiskenbaar mediafiguur. Nate Dogg heeft als gastartiest aan meer dan 60 hit-singles meegewerkt en Warren G werd wereldwijd bekend dankzij de hit Regulate, samen met collega Nate Dogg. Na een korte periode van bekendheid werd het rondom Warren G een hele tijd stil.
In 2001 waren er speculaties in de media over een reünie van de groep. In 2004 bracht 2-1-3 de cd genaamd The Hard Way uit en dit project werd vooral in Californië, maar ook wereldwijd een groot succes.

## Bezetting

### Line-up
- Lil' ½ Dead, rapper (1993 tot 2003).
- Nate Dogg, zanger (1991 t/m 2011).
- Snoop Dogg, rapper (1991 t/m 2011).
- Warren G, rapper (1991 t/m 2011).

## Discografie

### Albums
| Album(s) met hitnoteringen in de nationale en internationale hitlijsten | Datum van verschijnen | Hoogste positie | Hoogste positie | Hoogste positie | Hoogste positie | Hoogste positie |
| Album(s) met hitnoteringen in de nationale en internationale hitlijsten | Datum van verschijnen | VS              | CA              | CH              | NZ              | EU              |
| ----------------------------------------------------------------------- | --------------------- | --------------- | --------------- | --------------- | --------------- | --------------- |
| The Hard Way                                                            | 17-08-2004            | 4               | 3               | 3               | 34              | -               |

### Singles
| Single met eventuele hitnotering(en) in de Nederlandse Top 40 | Datum van verschijnen | Datum van binnenkomst | Hoogste positie | Aantal weken | Opmerkingen                                           |
| ------------------------------------------------------------- | --------------------- | --------------------- | --------------- | ------------ | ----------------------------------------------------- |
| So Fly                                                        | 2004                  | -                     | -               | -            | #27 in de US Rap Charts.                              |
| Groupie Love                                                  | 2004                  | -                     | -               | -            | #16 in Nieuw-Zeeland; #39 in Australië, #48 in de VS. |

### Gastoptredens
| Jaar | Titel                       | Muziekstuk (Album of Single) | Afkomstig van Album/LP/EP   | Artiest/Groep |
| ---- | --------------------------- | ---------------------------- | --------------------------- | ------------- |
| 2000 | Can't Go for That met Tamia | Single                       | A Nu Day                    | Tamia         |
| 2001 | Yo Sassy Ways               | -                            | The Return of the Regulator | Warren G      |